# Anthe (vệ tinh)
Anthe (/ˈænθiː/ AN-thee;; tiếng Hy Lạp: Άνθη) là một vệ tinh tự nhiên rất nhỏ của Sao Thổ nằm giữa quỹ đạo của vệ tinh Mimas và vệ tinh Enceladus. Nó cũng được biết tới là Saturn XLIX; ký hiệu tạm thời của nó là S/2007 S 4. Nó được đặt tên theo một trong những Alkyonide; cái tên này có nghĩa là đầy hoa. Nó là vệ tinh được xác nhận thứ sáu mươi của Sao Thổ.
Nó được khám phá ra bởi Đội xử lý ảnh của tàu Cassini trong những bức ảnh được chụp ngày 30 tháng 5 năm 2007. Sau khi đã được khám phá ra, các nhà khoa học đã tìm kiếm lại nó trong các bức ảnh cũ do tàu Cassini chụp và đã phát hiện ra nó trong các quan sát từ tận hồi tháng 6 năm 2004. Nó lần đầu được công bố vào ngày 18 tháng 7 năm 2007.

Discovery images of Anthe

Anthe bị ảnh hưởng một cách rõ ràng bởi một cộng hưởng kinh độ trung bình 10:11 gây nhiễu loạn với một vệ tinh lớn hơn nhiều là vệ tinh Mimas. Điều này khiến các yếu tố quỹ đạo mật tiếp của nó biến đổi với một biên độ vào khoảng 20 km ở bán trục lớn trong một khoảng thời gian khoảng 2 năm Trái Đất. Việc nó rất gần với quỹ đạo của vệ tinh Pallene và vệ tinh Methone gợi ra rằng những vệ tinh này có thể tạo thành từ một nhóm động học.
Vật chất bị thổi tung khỏi vệ tinh Anthe bởi các tác động micrometeoroid thì được các nhà khoa học nghĩ là nguồn cơn của Vành cung Anthe, một vành cung mờ nhạt về Sao Thổ có quỹ đạo chung với vệ tinh lần đầu được phát hiện vào tháng 6 năm 2007.